# Böda

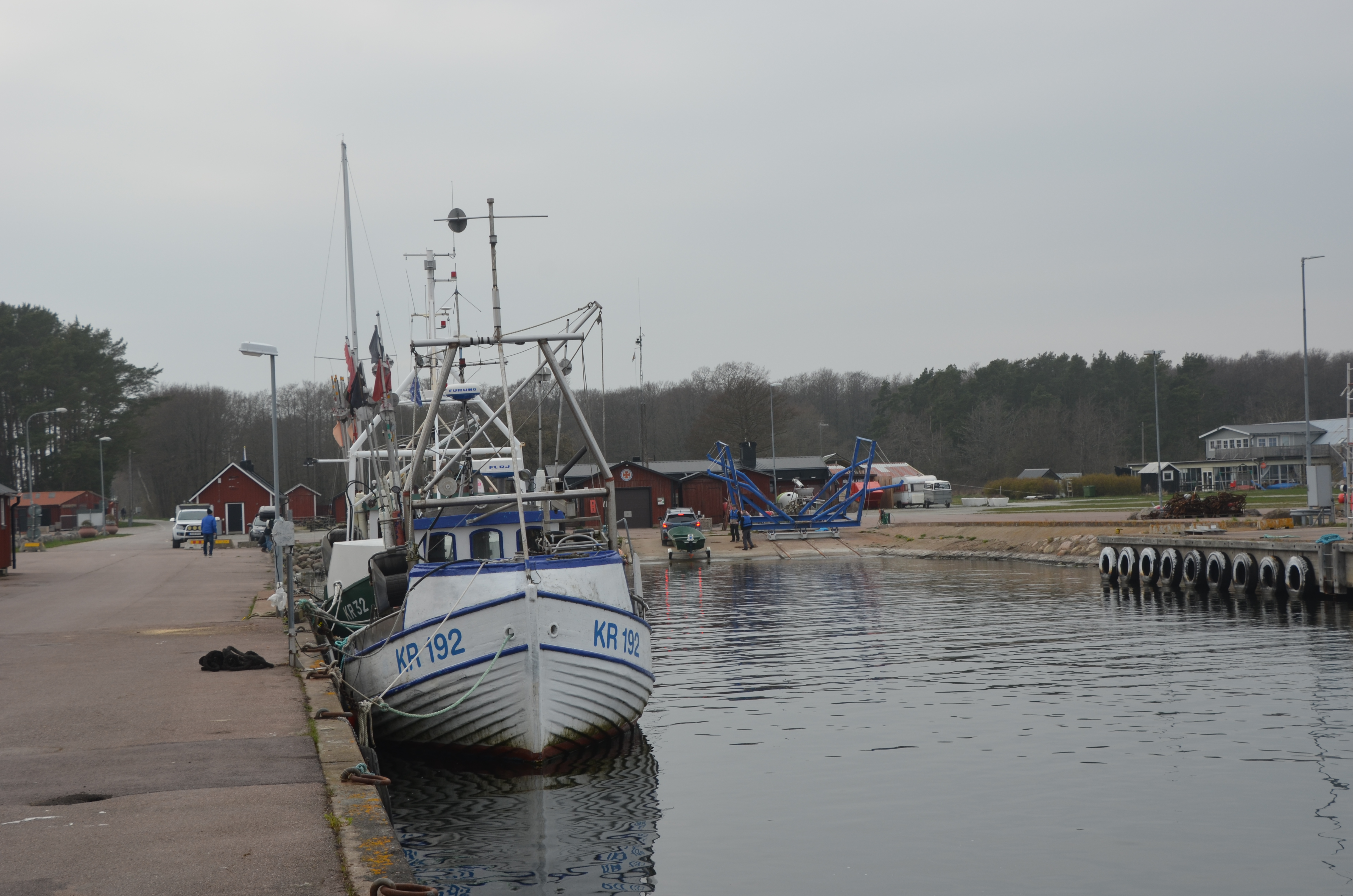
Böda hamn

Böda är en bebyggelse i Borgholms kommun belägen i Böda socken vid länsväg 136 med kyrkbyn Kyrketorp i söder. den var till 2020 av SCB avgränsad till en småort men växte det året samman med Mellböda och klassades då som en tätort, för att 2023 åter klassas som separat småort.
Böda hamn används som fiskehamn och gästhamn. I hamnen ligger också Sjöräddningssällskapets Räddningsstation Böda.
Norr och väster om Böda samhälle ligger det statligt ägda skogsområdet Böda kronopark och den stora campingplatsen Böda Sand vid Bödabuktens långa vita sandstrand.

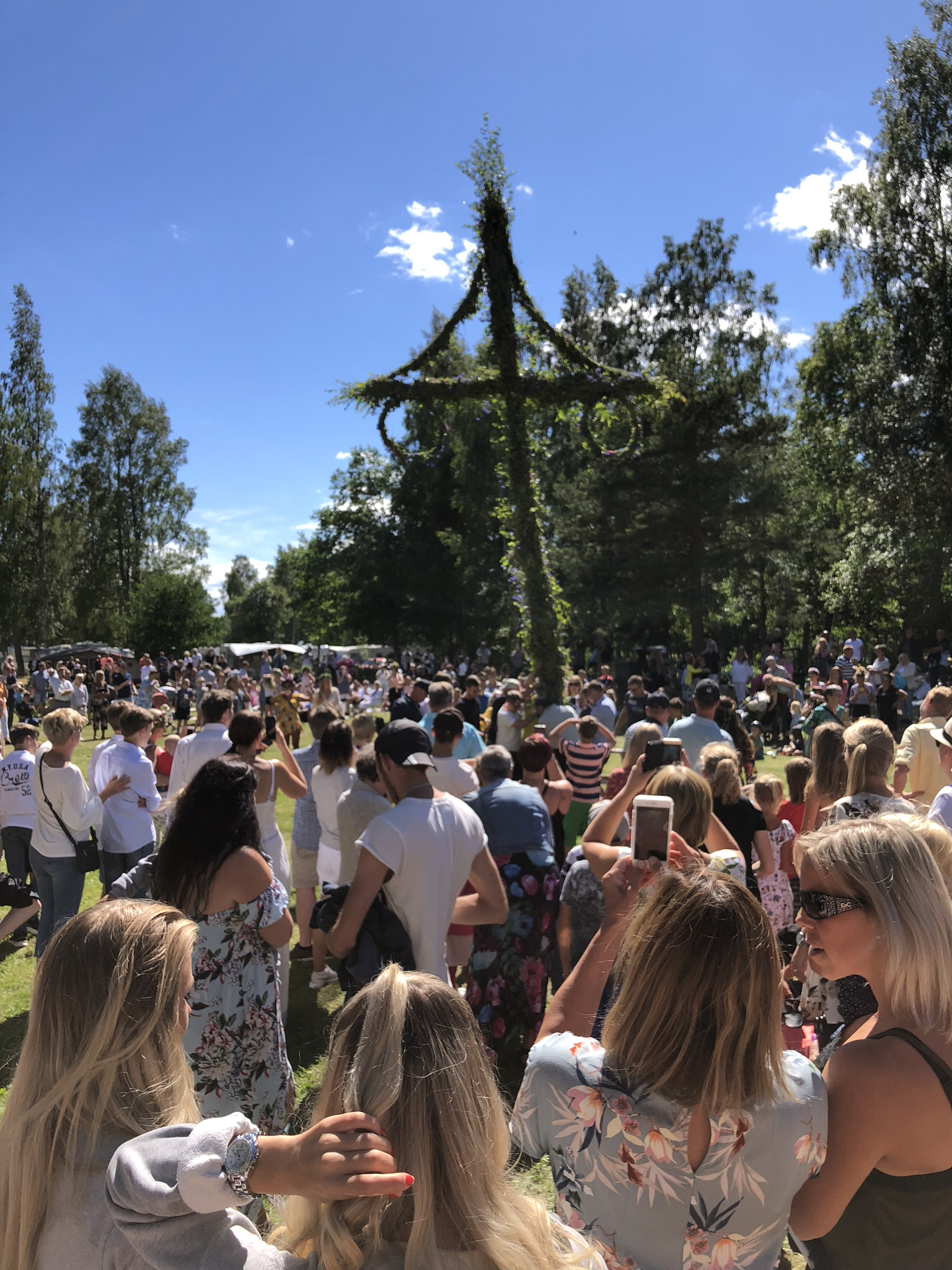
Traditionsenligt midsommarfirande på Böda Sand

## Befolkningsutveckling

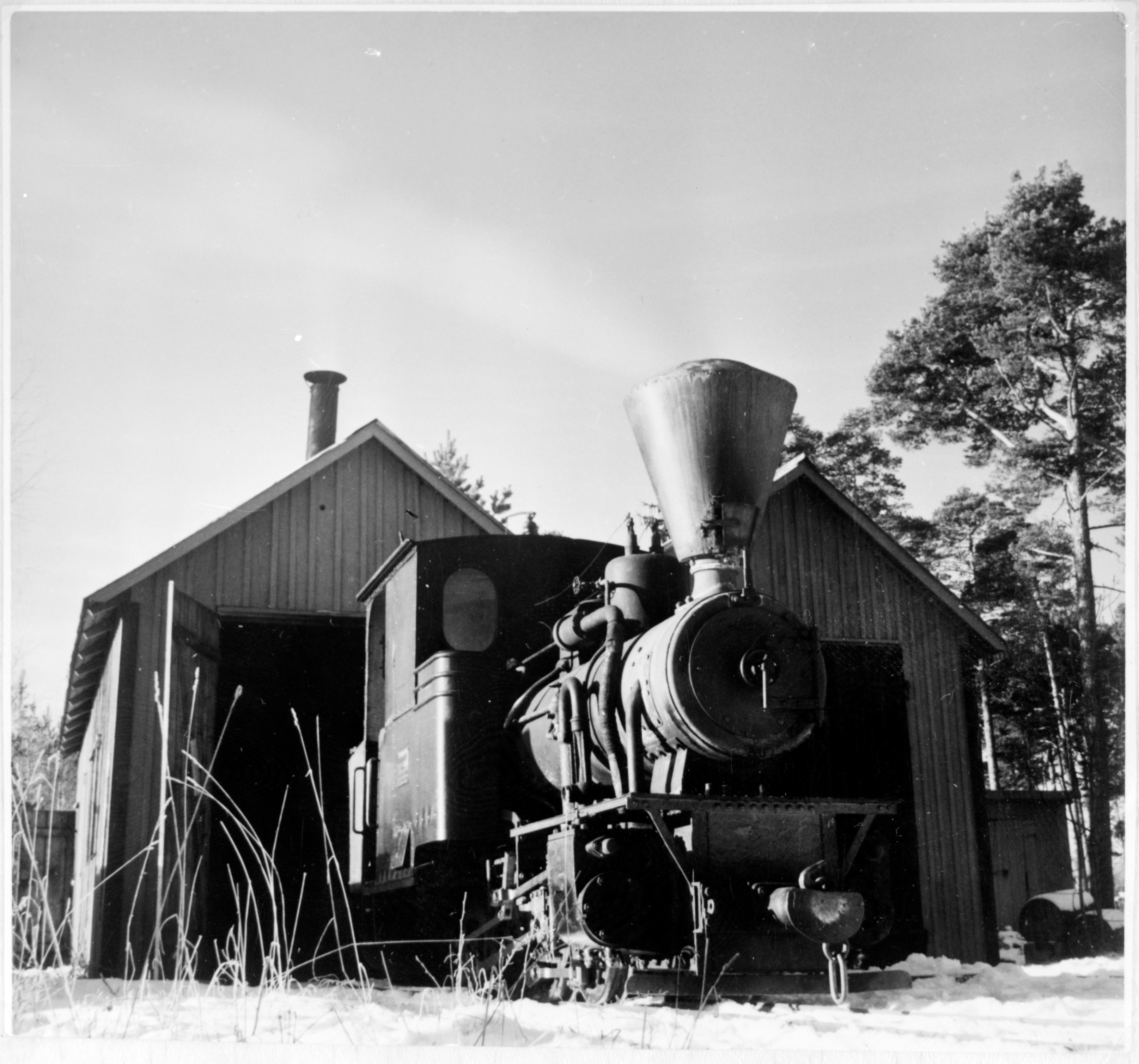
Loket BBJ 2 Farmor utanför lokstallet i Böda, mellan 1906 och 1928

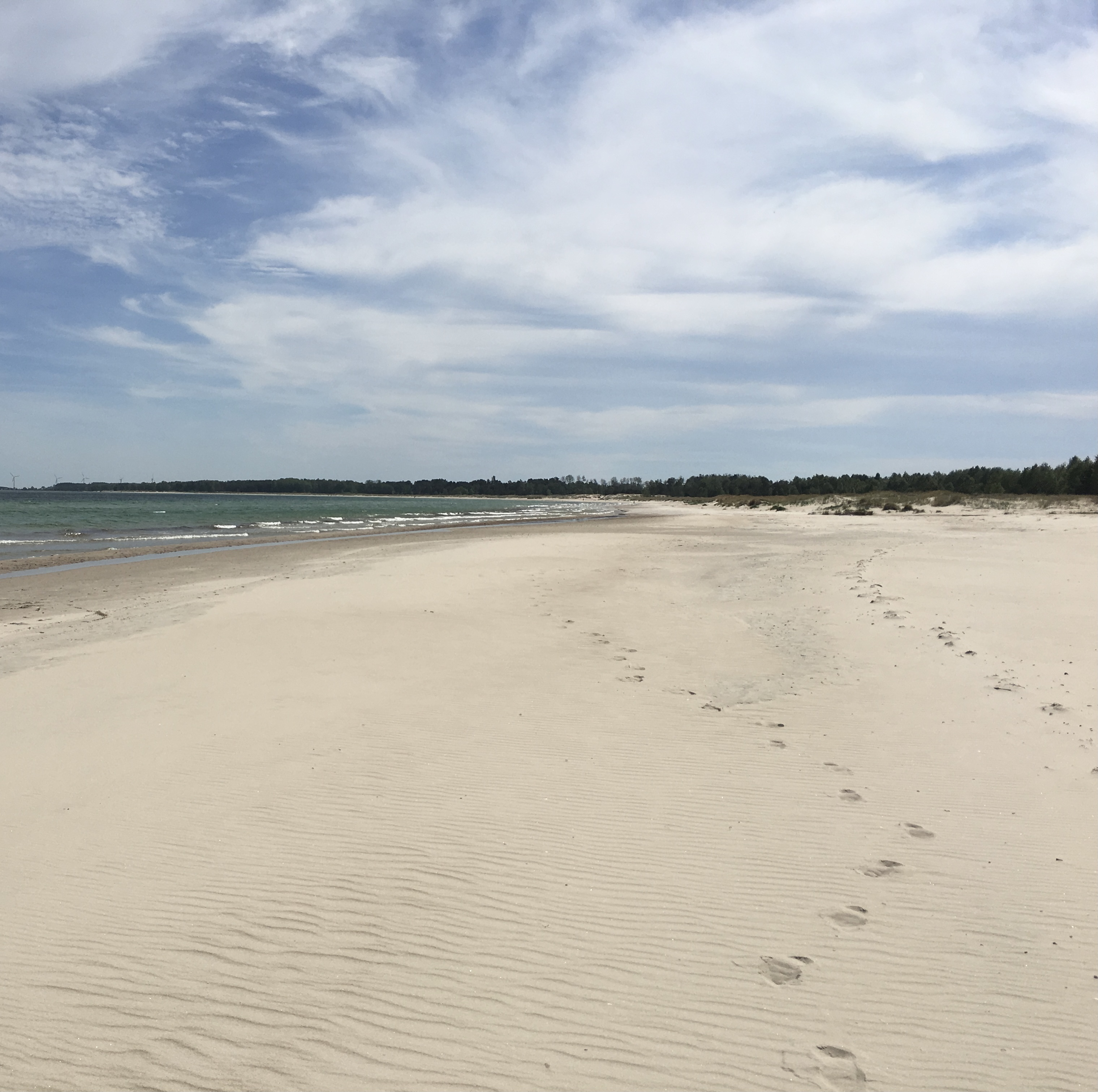
Del av den två mil långa Bödabukten. Till vänster i bilden skymtar Böda Hamn.

| Befolkningsutvecklingen i Böda 1960–2020                                                | Befolkningsutvecklingen i Böda 1960–2020 | Befolkningsutvecklingen i Böda 1960–2020 | Befolkningsutvecklingen i Böda 1960–2020 | Befolkningsutvecklingen i Böda 1960–2020 |
| --------------------------------------------------------------------------------------- | ---------------------------------------- | ---------------------------------------- | ---------------------------------------- | ---------------------------------------- |
|                                                                                         |                                          |                                          |                                          |                                          |
| År                                                                                      |                                          |                                          | Folkmängd                                | Areal (ha)                               |
| 1960                                                                                    | 1960                                     |                                          | 227                                      |                                          |
| 1965                                                                                    | 1965                                     |                                          | 213                                      |                                          |
| 1990                                                                                    | 1990                                     |                                          | 144                                      | 106#                                     |
| 1995                                                                                    | 1995                                     |                                          | 120                                      | 82#                                      |
| 2000                                                                                    | 2000                                     |                                          | 101                                      | 84#                                      |
| 2005                                                                                    | 2005                                     |                                          | 100                                      | 86#                                      |
| 2010                                                                                    | 2010                                     |                                          | 109                                      | 92#                                      |
| 2015                                                                                    | 2015                                     |                                          | 85                                       | 114#                                     |
| 2020                                                                                    | 2020                                     |                                          | 209                                      | 221                                      |
| Anm.: Upphörde som tätort 1970. Sammavnäxt med Mellböda 2020, men ej 2023 # Som småort. |                                          |                                          |                                          |                                          |

## Idrott
På orten finns en idrottsklubb, Böda IK som sedan 2003 spelar ihop med Högby IF från Löttorp som Böda/Högby Fotboll. Klubbens herrlag håller till i division 5 men har gjort en säsong i division 3.